# Georges Berr
Pour les articles homonymes, voir Berr.
Georges Berr est un acteur et un dramaturge français, né le 30 juillet 1867 dans le 3e arrondissement de Paris et mort le 11 juillet 1942 dans le 17e arrondissement de Paris.
Sociétaire de la Comédie-Française, il écrivit de nombreuses pièces de théâtre notamment en collaboration avec Louis Verneuil. Il était également connu sous les pseudonymes de Colias et Henry Bott.

## Biographie
Georges Berr est le fils d'Eugène Berr, fabricant de gants et d'Eulalie Esther Ascoli, mariés à Esternay (Marne).
Dans les années 1910, Georges Berr enseigne au Conservatoire de musique et de déclamation à Paris où il a notamment pour élève Marie-Louise Iribe, Henri Rollan et Séphora Mossé.

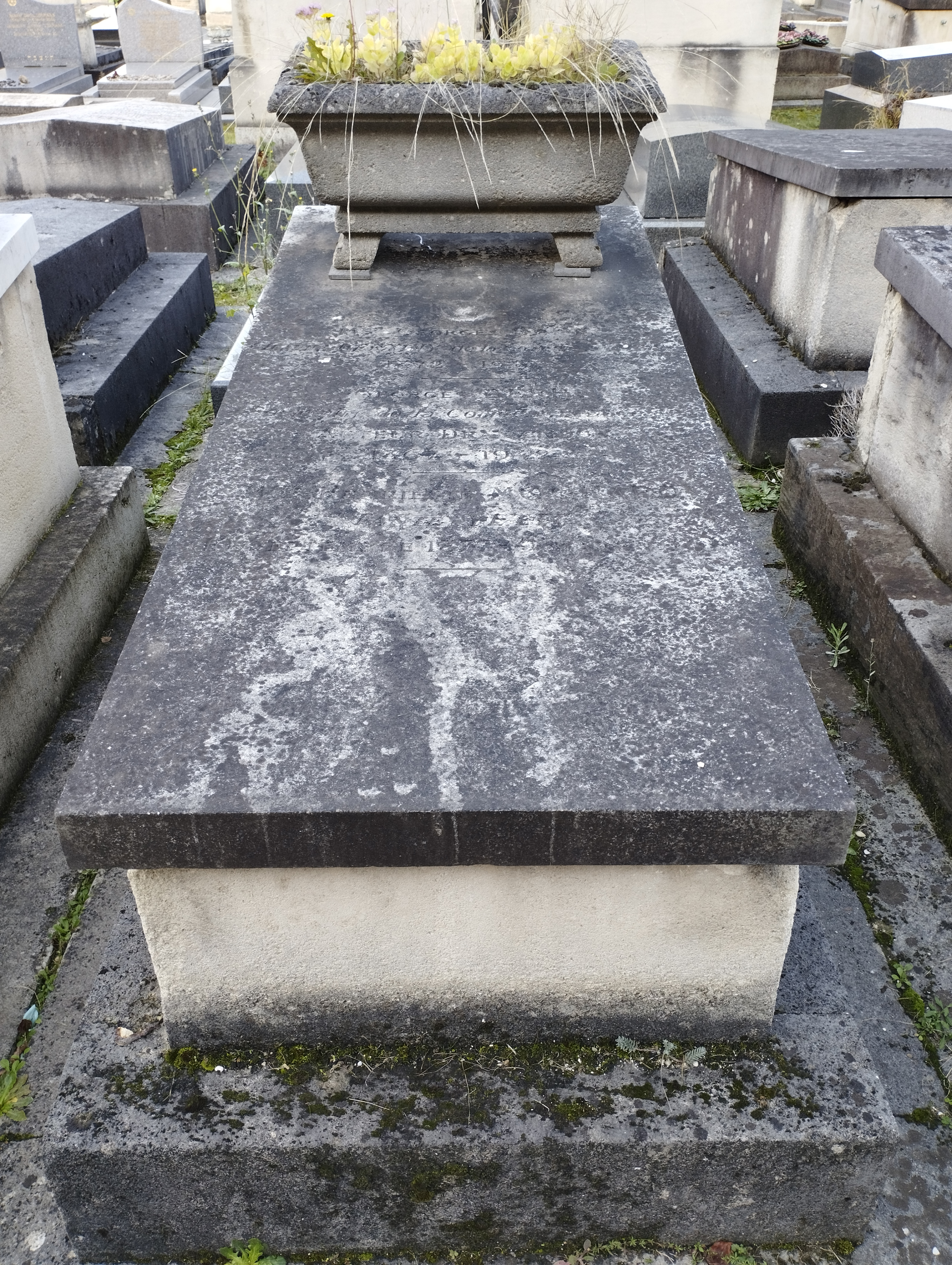
Tombe de Georges Berr au cimetière du Montparnasse (division 24).

Il est inhumé au cimetière du Montparnasse (division 24, 3 Nord, 47 Est, tombe n° 340), à Paris.
Il est le frère de l'homme de lettres chevalier de la Légion d'honneur Émile Berr, le cousin du philosophe Henri Berr et l'oncle[réf. nécessaire] de l'acteur Jean-Pierre Aumont (1911-2001) et de son frère, le cinéaste François Villiers (1920-2009).

## Théâtre

### Hors Comédie-Française
- 1886 : Les Captifs de Jules Truffier d'après Plaute, théâtre National de l'Opéra

### Comédie-Française
Entrée à la Comédie-Française en 1886
Sociétaire de 1893 à 1923 ; 326e sociétaire
Sociétaire honoraire en 1923
- 1886 : Les Plaideurs de Jean Racine : L'Intimé
- 1886 : Le Mariage de Figaro de Beaumarchais : Grippesoleil
- 1890 : Le Bourgeois gentilhomme de Molière : Covielle
- 1891 : Thermidor de Victorien Sardou : Tavernier
- 1891 : George Dandin ou le Mari confondu de Molière : Lubin
- 1892 : Les Trois Sultanes de Charles-Simon Favart
- 1893 : Dom Juan ou le Festin de Pierre de Molière : Sganarelle
- 1894 : Le Barbier de Séville de Beaumarchais : Figaro
- 1896 : Le Misanthrope de Molière : Dubois
- 1896 : Les Plaideurs de Jean Racine : Petit-Jean
- 1897 : Mieux vaut douceur et violence d'Édouard Pailleron : Maurice Blain
- 1898 : Louis XI de Casimir Delavigne : Marcel
- 1898 : Les Ménechmes de Jean-François Regnard, mise en scène Jules Truffier : Ménechme
- 1898 : Les Plaideurs de Jean Racine : le souffleur
- 1899 : Le Torrent de Maurice Donnay : Hubert de Courrezac
- 1899 : La Conscience de l'enfant de Gaston Devore : Emmanuel
- 1902 : La Grammaire d'Eugène Labiche et Alphonse Jolly : Jean
- 1902 : La Petite Amie d'Eugène Brieux : Charlot
- 1903 : Les affaires sont les affaires d'Octave Mirbeau : Xavier Lechat
- 1904 : Le Paon de Francis de Croisset : Frontin
- 1905 : Il était une bergère d'André Rivoire : le berger
- 1905 : Don Quichotte de Jean de Richepin d'après Miguel de Cervantes : Gines de Passamont
- 1906 : Le Voyage de monsieur Perrichon d'Eugène Labiche et Édouard Martin : Daniel
- 1906 : Le Prétexte de Daniel Riche : Laperche
- 1907 : Marion de Lorme de Victor Hugo : L'Angely
- 1907 : Le Mariage de Figaro de Beaumarchais : Figaro
- 1907 : L'amour veille de Robert de Flers et Gaston Arman de Caillavet : Ernest Vernet
- 1907 : Le Misanthrope de Molière : Oronte
- 1908 : Le Bon roi Dagobert d'André Rivoire : Dagobert
- 1909 : Le Mariage de Figaro de Beaumarchais, mise en scène Raphaël Duflos : Figaro
- 1910 : Le Peintre exigeant de Tristan Bernard : Hotzeplotz
- 1911 : Dom Juan ou le Festin de Pierre de Molière : Pierrot
- 1912 : Le Mariage forcé de Molière : Pancrace
- 1913 : Riquet à la houppe de Théodore de Banville : Riquet
- 1913 : La Marche nuptiale de Henry Bataille : Claude Morillot
- 1914 : Les Femmes savantes de Molière : Trissotin
- 1915 : Le Mariage forcé de Molière : Pancrace
- 1916 : Le Bourgeois gentilhomme de Molière : le maître de philosophie
- 1917 : Dom Juan ou le Festin de Pierre de Molière : Sganarelle
- 1920 : L'Amour médecin de Molière, mise en scène Georges Berr : M. Macroton
- 1920 : Sganarelle ou le Cocu imaginaire de Molière : Sganarelle
- 1921 : Le Sicilien ou l'Amour peintre de Molière, mise en scène Georges Berr : Hali
- 1921 : Les Fâcheux de Molière : La Montagne
- 1922 : Don Juan de Molière : Sganarelle
- 1922 : Remerciement au roi de Molière
- 1922 : Le Bourgeois gentilhomme de Molière : le maître de philosophie
- 1922 : L'Amour veille de Gaston Arman de Caillavet et Robert de Flers : Ernest Vernet
- 1923 : Le Dépit amoureux de Molière : Gros-René
- 1924 : Les Trois Sultanes de Charles-Simon Favart : Osmin

## Dramaturge
Liste non exhaustive de pièces de théâtre dont Georges Berr fut l'auteur ou coauteur.
- 1900 : Moins cinq... de Paul Gavault et Georges Berr, théâtre du Palais-Royal, 21 novembre 1900
- 1901 : L'Inconnue de Paul Gavault et Georges Berr, théâtre du Palais-Royal, 21 novembre 1901
- 1901 : Madame Flirt de Paul Gavault et Georges Berr, théâtre de l'Athénée, 27 décembre 1901
- 1902 : Les Aventures du capitaine Corcoran de Paul Gavault, Georges Berr et Adrien Vély, théâtre du Châtelet, 30 octobre 1902
- 1902 : La Carotte de Georges Berr, Paul Dehere et Marcel Guillemaud, théâtre du Palais-Royal, 24 novembre 1902
- 1904 : La Dette de Paul Gavault et Georges Berr, théâtre de l'Odéon, 17 mars 1904
- 1905 : Les Merlereau, comédie en 3 actes, théâtre des Bouffes-Parisiens, 19 janvier 1905
- 1905 : La Marche forcée de Georges Berr et Marc Sonal, théâtre du Palais-Royal, 17 mars 1905
- 1913 : Un jeune homme qui se tue, comédie en 4 actes, théâtre Femina, 19 décembre 1913
- 1914 : J'ose pas, comédie en 3 actes, théâtre du Palais-Royal, 8 mai 1914
- 1916 : La Charrette anglaise, comédie en 3 actes de Georges Berr et Louis Verneuil, théâtre du Gymnase, 31 mai 1916
- 1917 : Monsieur Beverley, comédie en 4 actes de Georges Berr et Louis Verneuil, théâtre Antoine, 28 février 1917
- 1917 : Mon Œuvre !…, comédie en 3 actes de Georges Berr et Louis Verneuil, théâtre de l'Athénée, 21 septembre 1917
- 1922 : La Pomme de Louis Verneuil et Georges Berr, théâtre Michel, 12 septembre 1922
- 1925 : Azaïs (trois actes), de Georges Berr et Louis Verneuil, théâtre des Variétés, 27 novembre 1925. Elle a été adaptée au cinéma par René Hervil en 1931. Azaïs (film).
- 1925 : Copains, de Georges Berr, d'après Pals First, comédie de Lee Dodd, traduite par Gabrielle Dorziat, au théâtre Antoine[7].
- 1925 : Le mariage de Maman (quatre actes), de Georges Berr et Louis Verneuil, théâtre Antoine, 22 novembre 1925
- 1926 : Maitre Bolbec et son mari (trois actes), de Georges Berr et Louis Verneuil, théâtre de l'Athénée, 13 octobre 1917
- 1927 : Mademoiselle Flute (quatre actes), de Georges Berr et Louis Verneuil, Théâtre des Variétés, 15 mai 1927
- 1928 : Ma sœur et moi (trois actes), de Georges Berr et Louis Verneuil, théâtre Athénée, 12 avril 1928
- 1928 : Le Passage de Vénus, comédie-bouffe en trois actes, de Georges Berr et Louis Verneuil, théâtre Sarah-Bernhardt, 23 février 1928
- 1928 : L'Amant de madame Vidal  (trois actes) de Louis Verneuil et Georges Berr, théâtre de Paris, 6 mars 1928
- 1930 : Guignol ou Un cambrioleur (quatre actes), de Georges Berr et Louis Verneuil, théâtre de la Potinière, 6 mars 1928
- 1930 : Miss France (quatre actes), de Georges Berr et Louis Verneuil, théâtre Édouard-VII, 19 avril 1928
- 1932 : Les Événements de Béotie (trois actes), de Georges Berr et Louis Verneuil, Théâtre de l'Athénée, 21 janvier 1932
- 1932 : Avril (trois actes), de Georges Berr et Louis Verneuil,  théâtre des Variétés, 27 septembre 1932
- 1933 : Parlez-moi d'amour (quatre actes), de Georges Berr et Louis Verneuil, théâtre Michel, 23 novembre 1933
- 1934 : La Belle Isabelle (ou Une femme dans la nuit) (trois actes), de Georges Berr et Louis Verneuil, théâtre du Palais-Royal, 12 avril 1934
- 1934 : Mon crime de Georges Berr et Louis Verneuil, théâtre des Variétés
- 1934 : L'École des contribuables de Louis Verneuil et Georges Berr, théâtre Marigny, 2 mars 1934
- 1935 : Les Fontaines lumineuses (trois actes), de Georges Berr et Louis Verneuil, théâtre des Variétés, 8 novembre 1935
- 1937 : Le Train pour Venise (ou Caroline), de Louis Verneuil et Georges Berr,  théâtre Saint-Georges, 16 décembre 1937, adapté au cinéma en 1938 sous le titreLe Train pour Venise par André Berthomieu
- 1937 : Une femme d'un autre âge (quatre actes), de Georges Berr et Louis Verneuil, théâtre Saint-Georges, 26 février 1937
- 1938 : Le Coffre-fort vivant (Opérette en deux actes), de Georges Berr et Louis Verneuil, musique de Joseph Szula et Jean Sautreuil, théâtre du Châtelet, 17 décembre 1938
- 1980 : (à titre posthume) Une sacrée famille, en col. avec Louis Verneuil, dans le cadre de l'émission  Au théâtre ce soir

## Filmographie

### Acteur
- 1910 : Le Barbier de Séville : Figaro

### Scénariste
- 1909 : Joseph vendu par ses frères
- 1930 : Le Million de René Clair
- 1934 : Chourinette d'André Hugon
- 1936 : Parlez-moi d'amour de René Guissart
- 1938 : Le Train pour Venise d'André Berthomieu

### Dialoguiste
- 1934 : Le Bossu de René Sti
- 1934 : La Porteuse de pain de René Sti
- 1935 : Ferdinand le noceur de René Sti
- 1935 : Le Bébé de l'escadron de René Sti

### Réalisateur
- 1909 : L'Enfant prodigue, scénario d'Henri Lavedan, avec Eugène Silvain
- 1909 : Les Précieuses ridicules, d'après Molière, avec Béatrix Dussane

### Co-inspirateur
- 2023 : Mon crime, de François Ozon